# Łaziska (powiat wągrowiecki)
Łaziska – wieś w Polsce położona w województwie wielkopolskim, w powiecie wągrowieckim, w gminie Wągrowiec.
Wieś duchowna, własność opata cystersów w Wągrowcu pod koniec XVI wieku leżała w powiecie gnieźnieńskim województwa kaliskiego. W latach 1975–1998 miejscowość należała administracyjnie do województwa pilskiego.
W miejscowości znajduje się grobowiec-piramida rotmistrza Łakińskiego. Kilkadziesiąt metrów dalej, w lesie, stoi kolumna, którą przez wiele lat interpretowano jako miejsce pochówku ukochanego konia rotmistrza. W rzeczywistości jest to osiemnastowieczny znak graniczny, który postawiono na styku Straszewa (później Wągrowca), Łazisk i Łęgowa.
Zobacz też: Łaziska, Łaziska Górne